# Odlingsmark

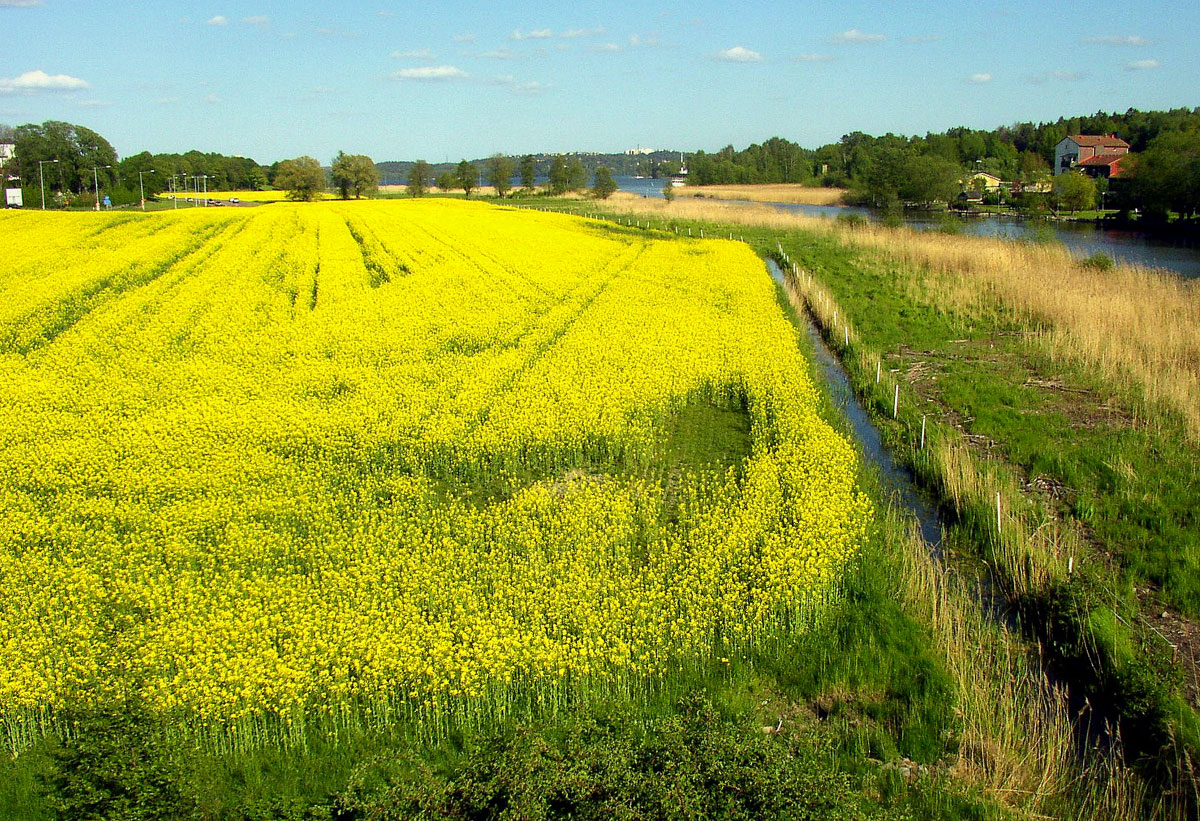
Rapsfält vid Tappström, Ekerö.

Odlingsmark är ett samlingsbegrepp för olika marker som lämpar sig för uppodling. Vilka marker som gör det varierar beroende på grödan som avses, men bra odlingsmark brukar vara plan, helst utan tunga lerjordar som försvårar harvningen, men inte heller för torr så att inget kan växa. Bra mark för uppodling får heller inte vara för stenig, eftersom stenar kan skada jordbruksmaskinerna. Vissa odlingsmarker måste konstbevatnas det gör vi enklast görs genom att gräva diken från floder eller åar. I odlingsmarker brukar man odla frukter, sädesslag m.m.